# Brzeźnica-Kolonia
Brzeźnica-Kolonia is een plaats in het Poolse district  Złotowski, woiwodschap Groot-Polen. De plaats maakt deel uit van de gemeente Jastrowie en telt 200 inwoners.